# Abbas Bahri
Abbas Bahri (in arabo عباس البحري‎?; Tunisi, 1º gennaio 1955 – New York, 10 gennaio 2016) è stato un matematico tunisino.

## Biografia

### Gli studi
Bahri completò gli studi secondari in Tunisia e proseguì gli studi superiori presso il Lycée Saint-Louis di Parigi. Nel 1974 fu uno dei primi tunisini a studiare matematica all'École normale supérieure nel 1974, mentre nel 1981 conseguì il dottorato presso l'Università Pierre e Marie Curie sotto la supervisione di Haïm Brezis. Ricoprì poi l'incarico di visiting scholar presso l'Università di Chicago.

### Incarichi ricoperti
Nel 1981 divenne docente di analisi matematica all'Università di Tunisi, poi dal 1984 al 1992 insegnò al Centro di matematica dell'École Polytechnique.
Nel 1987 passò alla Rutgers University e diresse il Center for Nonlinear Analysis fino al 2010. Dal 1990 fu professore associato nel dipartimento di matematica applicata presso la Scuola Nazionale degli Ingegneri di Tunisi, animando un seminario di livello internazionale e supervisionando numerosi dottorandi.
Nel 2014 e 2015 tenne un corso presso la scuola di dottorato della Scuola Politecnica della Tunisia.

## Ricerca
Si è occupato del calcolo delle variazioni, delle equazioni differenziali alle derivate parziali e della geometria differenziale. Introdusse il metodo dei punti critici all'infinito, che costituisce un progresso fondamentale nel calcolo delle variazioni.

## Onorificenze
Nel 1989 vinse il Premio Fermat insieme a Kenneth Alan Ribet per la sua Introduzione di nuovi metodi nel calcolo delle variazioni. Nello stesso anno vinse anche il Premio Langevin dell'Accademia francese delle scienze.

## Vita privata
Nel 1990 sposò a Cartagine la matematica italiana Diana Nunziante, con la quale ebbe 4 figli.
Oltre alla matematica, Bahri si interessò alla pittura, alla storia, alla letteratura, alla filosofia e alla vita politica.
Morì a seguito di una lunga malattia. Continuò a lavorare alle sue opere fino ai suoi ultimi giorni di vita.

## Pubblicazioni
- (EN) Pseudo-orbits of contact forms, Longman Scientific & Technical, 1988, ISBN 978-0-582-01991-1..
- (EN) Critical points at infinity in some variational problems, Longman Scientific & Technical, 1989, ISBN 978-0-582-02164-8..
- (EN) Classical and quantic periodic motions of multiply polarized spin-particles, Longman Scientific & Technical, 1998, ISBN 978-0-582-32749-8..
- (EN) Flow lines and algebraic invariants in contact form geometry, Birkhäuser, 2003, ISBN 978-0-8176-4318-8..
- (EN) Recent progress in conformal geometry, Imperial College Press, 2007, ISBN 978-1-86094-772-8..